# علیرضا آقاخانی
علیرضا آقاخانی (زاده ۱۳۴۵ - تهران) بازیگر اهل ایران است. او از سال ۱۳۸۶ فعالیت هنری خود را با بازی در فیلم تنها دو بار زندگی می‌کنیم آغاز کرد.

## فیلم‌شناسی
- هیولا (۱۳۹۷)
- بهت (۱۳۹۷)
- درساژ (۱۳۹۶)
- لابی (۱۳۹۵)
- دوئت (۱۳۹۴)
- نگار (۱۳۹۴)
- وارونگی (۱۳۹۴)
- آزادی مشروط (۱۳۹۲)
- بغض شیشه ای (۱۳۹۲)
- پله آخر (۱۳۹۰)
- تنها دو بار زندگی می‌کنیم (۱۳۸۶)